# Tom Vaughan
Tom Vaughan est un réalisateur  britannique né le 5 septembre 1969.

## Filmographie partielle
- 2006 : Starter for 10
- 2008 : Jackpot
- 2010 : Mesures exceptionnelles
- 2012 : Mademoiselle Détective
- 2015 : Teach Me Love